# Thema (literatuur)
Het thema van een literair werk is datgene — een indruk, een gezichtspunt, een levensvisie — wat als grote lijn in het werk naar voren komt. Dat thema kan expliciet worden genoemd en uitgedragen, en dan valt het te vergelijken met een boodschap. Maar in de moderne literatuur (die van de laatste eeuwen) is het thema meestal impliciet. Het kan de begrijpende lezer pas duidelijk worden als hij het werk actief interpreteert, en van een boodschap is vaak geen sprake. Wel heeft het literaire kunstwerk een "gezicht": het draagt al dan niet bewust een standpunt uit.

## Thema en motief
Literaire termen worden nogal eens in uiteenlopende zin gebruikt. Dit geeft soms verwarring, en de verwarring tussen de begrippen thema en motief komt veel voor. In dit artikel wordt tussen beide onderscheid gemaakt.
- Een motief is een element of gegeven dat herhaaldelijk terugkeert. Het kan enerzijds in een bepaald werk bij herhaling aanwezig zijn: in de avondlijke stilte hoor je de vissers in de duistere verte zingen op het strand, en steeds wanneer dit motief in een boek terugkeert, wordt de suggestie gewekt van, bijvoorbeeld, avondrust en weemoed.[1]
- Wanneer een motief zich niet zozeer in één werk herhaalt, maar in vele literaire werken voorkomt, een herkenbaar kenmerk is van een hele categorie literatuur, wordt het ook wel een topos genoemd.[2] Er zijn bekende voorbeelden: een werk dat de menselijke vergankelijkheid illustreert, kan daarmee een exponent zijn van het "gedenk te sterven"-motief (memento mori): Faust verkoopt zijn ziel aan de duivel, maar de dood haalt hem in. Een tegenhanger is het "pluk de dag"-motief (carpe diem). Een moderner voorbeeld is: "de mens is eenzaam".
- Een thema is specifieker aan een bepaald werk gebonden, maar is juist daardoor minder gemakkelijk in algemene termen te vangen. Tolstojs Oorlog en vrede heeft ogenschijnlijk de vergankelijkheid, het oud worden, tot thema; maar dat thema is complexer, het voortgaan van de tijd geeft tegelijkertijd hoop, laat de voortgang van het leven zien.[3] 
Er is daardoor een overeenkomst tussen thema en motief: het gegeven van veroudering bijvoorbeeld doordesemt het boek, maar het is niet zo sterk en opvallend aanwezig als apart gegeven; het motief (van bijvoorbeeld de zingende vissers) is dat wel. 
Ook is er een overeenkomst met de topos, in die zin dat het oud worden in meerdere literaire werken aan de orde komt; maar de specifieke uitwerking hier, de achtergrond van het voortgaan van de tijd, maakt het thema tot een uniek uitgewerkt kenmerk van het boek. Het thema is niet te scheiden van het werk.

## Thema en boodschap

### Didactische kunst
In didactische literatuur kan het thema nog zeer expliciet aanwezig zijn.

Didactische literatuur is bedoeld om de lezer iets te leren, hem iets bij te brengen. Dat leerdoel kan op verschillende terreinen liggen: "hoe moet ik mijn boerderij beheren?" (Vergilius' Georgica en zijn vele navolgers), "hoe leid ik een deugdzaam en godsdienstig leven?" (Mariken van Nimwegen en veel meer middeleeuwse literatuur), of in de moderne tijd: de slavernij is slecht (De Negerhut van Oom Tom en andere abolitionistische literatuur) of "het socialisme zal zegevieren!" (het Russische, maar ook in andere literaturen voorkomende sociaal-realisme). De laatste twee categorieën worden ook wel propagandaliteratuur genoemd.
De propaganda of het leerdoel zijn niet altijd expliciet; ze kunnen zijn ingekleed in verhaalvorm, of ook in parabels. Maar al deze vormen van literatuur hebben dit gemeen: hun thema is een boodschap. De auteur heeft een eenduidige bedoeling, en die bedoeling dient de lezer duidelijk te worden.
Zo'n bedoeling kan het werk overigens ook eenzijdig maken; het hamert dan steeds op hetzelfde aambeeld, ontbeert afwisseling, of stelt de wereld wel erg eenvoudig voor. Een werk dat in zwart-witkleuren de strijd van Het Goed tegen Het Kwaad schildert, overtuigt de moderne literaire kritiek niet. De werkelijkheid wordt dan immers erg simpel voorgesteld; iedereen weet wel dat zij veel complexer is.

### Morele kunst
Maar als die werkelijkheid, vooral in de moderne maatschappij, chaotisch en verwarrend is, is er dan nog een boodschap, of wordt de thematiek dan geheel anders? Er is een tak van literaire kritiek die stelt dat alle goede kunst tegelijkertijd morele kunst is. Dat betekent niet: moralistisch of moraliserend, maar het heeft wel gevolgen voor de opvatting van de thematiek. Het thema wordt nu juist: de strijd van de personages tegen verwarring, tegen dwalingen, tegen het verkeerde. Ook een werk dat ons vooral inzicht geeft in de misdadige geest, en zich dus beperkt tot beschrijving, kan daarmee een morele thematiek hebben; die houdt dan in dat een bepaald aspect van de werkelijkheid ons duidelijker wordt gemaakt, maar zonder goedkope veroordeling of juist verheerlijking. Daarmee is het thema veel abstracter geworden dan de tamelijk eenvoudige boodschap uit de propagandaliteratuur.

## Het autonome kunstwerk: veelzijdige thematiek
Didactiek en moraal hebben met de levenswijze van de lezer te maken, maar hoe zit dat als het literaire kunstwerk een opzichzelfstaand geheel is, een ding in woorden, een voorwerp zoals een schilderij of een vaas? Deze opvatting, dat het kunstwerk autonoom is, wordt onder meer gehuldigd door literaire scholen als de New Criticism. (In het Nederlandse taalgebied sloot het tijdschrift Merlyn aan bij de opvatting dat het literaire werk autonoom is.)
Dan is er ook geen duidelijke boodschap meer; de belangstellende lezer zal zich nu verdiepen in de symboliek van het literaire voorwerp, de thematiek wordt abstracter. Zo is het duidelijk dat bij een bepaald dubbelgedicht van John Milton het contrast tussen vrolijkheid en melancholie thematisch wordt gepresenteerd; maar als de lezer oplet, ziet hij juist ook veel overeenkomsten tussen beide gemoedsgesteldheden. In modernere literatuur, en zeker in de poëzie, kan de thematiek nog veel abstracter zijn, en dit heeft wel tot vervreemding van de lezer geleid: waarom was er geen eenvoudige boodschap meer? Er is vaak niet één thema, het werk is voor meer dan een uitleg vatbaar, de thematiek wordt pas door interpretatief lezen gevonden, en het werk toont steeds nieuwe gezichtspunten.
Lezers die over een literair werk nadenken, voelen veelal de noodzaak er toch een "betekenis" in te ontwaren. Welke moraal wordt uitgedragen, wat wordt er precies gesymboliseerd? Of men benadert het probleem vanuit de auteur, en vraagt: wat is de "bedoeling"? Zo eenvoudig, aldus de kritiek, is het echter niet: het is een grote simplificatie om in een werk één boodschap, één eenduidig thema te vinden. Er zijn er altijd meer, althans in een werk dat complex genoeg is om literair te zijn.

## Narratologische benaderingen: thema en structuur
De narratologie beziet de literatuur ten dele vanuit structuralistisch standpunt. Een literair werk is een vorm, die gestructureerd is in kleinere delen; en die vorm heeft betekenis. Daardoor kunnen er in de structuur kleinere, beperkte thema's worden onderkend, die veel overeenkomst vertonen met het traditionele idee van motieven. De verhaalstructuur wordt hierbij gezien als verbindend element tussen die motieven, en zo krijgt het verhaal een thematische functie. De thematiek van het gehele werk is dan de "betekenis" die de lezer eraan kan toekennen; de eenheid en samenhang die hij in het werk onderkent.
Maar die algehele thematiek is tegelijk een structuur opgebouwd uit de motieven, alsook een verbinding met de buitenwereld; "betekenis" wil immers zeggen dat er interpretatie plaatsvindt, dat de lezer verband legt met de wereld buiten het literaire werk.
De lezer vindt in de tekst aanwijzingen (herkenbare motieven) op grond waarvan hij een thematiek veronderstelt. Zijn veronderstelling kan in het vervolg van de tekst correct blijken, of worden gelogenstraft; maar de aanwijzingen leiden op den duur tot een weging: sommige thema's blijken in het werk belangrijker dan andere. Dit hangt van het werk af. Een thema is in deze visie pas een thema als het een eenheid tot stand brengt tussen een groot aantal elementen in de tekst. Het thema is ook thema doordát het die eenheid in de tekst brengt.